# Коимбра (округ)
Округ Коимбра (порт. Distrito de Coimbra) је један од 18 округа Португалије, смештен у њеном средишњем делу. Седиште округа је истоимени град Коимбра, а значајан је и град Фигеира де Фоз.

## Положај и границе округа
Округ Коимбра се налази у средишњем делу Португалије и граничи се са:
- северозапад: округ Аверио,
- север: округ Визеу,
- исток: округ Гварда,
- југоисток: округ Кастело Бранко,
- југ: округ Леирија,
- запад: Атлантски океан.

## Природни услови
Рељеф: Западни део округа Коимбра је приобална равница Беира уз Атлантски океан. Она је већим делом плодна и густо насељена, али је у одређеним деловима уз обалу мочварног карактера. Средишњи део округа је побрђе, просечне висине 300-400 метара. На крајњем истоку тло је планинско, преко 1.000 метара надморске висине (планина Сера де Естрела).
Клима у округу Коимбра је средоземна, с тим што на већим висинама добија нешто оштрије црте.
Воде: Западна граница округа је Атлантски океан. У округу је најважнија река Мондего, која тече правцем исток - запад и улива се у Атлантик на западу округа. Већина других водотока су мањи у уливају се у дату реку.

## Становништво
По подацима из 2001. године на подручју округа Коимбра живи преко 440 хиљада становника, већином етничких Португалаца.
Густина насељености - Округ има густину насељености од преко 110 ст./км², што је близу државног просека (око 105 ст./км²). Западни део округа (приобална равница) је много боље насељен него планинско подручје на истоку.

## Подела на општине
Округ Коимбра је подељен на 17 општина (concelhos), које се даље деле на 209 насеља (Freguesias).
Општине у округу су:
| - Аржанил - Вила Нова де Појарес - Гоис - Кантанеде - Коимбра - Кондеиша Нова | - Луса - Мира - Миранда до Корво - Монтемор Вељо - Оливеира до Оспитал - Пампилоса да Сера | - Пенакова - Пенела - Суре - Табуа - Фигеира де Фоз |